# 12. ceremonia wręczenia nagród Stowarzyszenia Nowojorskich Krytyków Filmowych
12. ceremonia wręczenia nagród Stowarzyszenia Nowojorskich Krytyków Filmowych – odbyła się 9 stycznia 1947. Ogłoszenie laureatów miało miejsce 30 grudnia 1946. Podczas gali wręczono nagrody w pięciu kategoriach – dla najlepszego filmu, reżysera, aktora i aktorki oraz filmu zagranicznego.

## Laureaci i nominowani
Opracowano na podstawie materiału źródłowego:

### Najlepszy film
- Najlepsze lata naszego życia
- Henryk V
- Sprawa życia i śmierci

### Najlepszy reżyser
- William Wyler – Najlepsze lata naszego życia
- Laurence Olivier – Henryk V
- Frank Capra – To wspaniałe życie
- Michael Powell, Emeric Pressburger – Sprawa życia i śmierci

### Najlepszy aktor
- Laurence Olivier – Henryk V
- Fredric March – Najlepsze lata naszego życia
- Rex Harrison – Anna i król Syjamu

### Najlepsza aktorka
- Celia Johnson – Spotkanie
- Olivia de Havilland – Najtrwalsza miłość

### Najlepszy film zagraniczny
- Rzym, miasto otwarte (Włochy)
- Córka studniarza (Francja)